# Ла-Палома-Ранчеттес (Техас)
Ла-Палома-Ранчеттес (англ. La Paloma Ranchettes) — переписна місцевість (CDP) в США, в окрузі Старр штату Техас. Населення — 329 осіб (2020).

## Географія
Ла-Палома-Ранчеттес розташована за координатами 26°18′53″ пн. ш. 98°37′23″ зх. д. / 26.31472° пн. ш. 98.62306° зх. д. (26.314792, -98.623017).  За даними Бюро перепису населення США в 2010 році переписна місцевість мала площу 1,22 км², уся площа — суходіл.

## Демографія
Згідно з переписом 2010 року, у переписній місцевості мешкало 239 осіб у 57 домогосподарствах у складі 55 родин. Густота населення становила 196 осіб/км².  Було 63 помешкання (52/км²).
Расовий склад населення:
| - 100,0 % — білих |

До двох чи більше рас належало 0,0 %. Частка іспаномовних становила 100,0 % від усіх жителів.
За віковим діапазоном населення розподілялося таким чином: 43,9 % — особи молодші 18 років, 54,0 % — особи у віці 18—64 років, 2,1 % — особи у віці 65 років та старші. Медіана віку мешканця становила 21,5 року. На 100 осіб жіночої статі у переписній місцевості припадало 104,3 чоловіків;  на 100 жінок у віці від 18 років та старших — 97,1 чоловіків також старших 18 років.
Середній дохід на одне домашнє господарство  становив 65 838 доларів США (медіана — 73 510), а середній дохід на одну сім'ю — 65 838 доларів (медіана — 73 510). 
Цивільне працевлаштоване населення становило 120 осіб. Основні галузі зайнятості: транспорт — 21,7 %, роздрібна торгівля — 21,7 %, публічна адміністрація — 20,0 %.